# Vojtěch Štursa
Vojtěch Štursa, né le 3 août 1995 à Polička, est un sauteur à ski tchèque. 

## Carrière
Ses premières compétitions internationales datent de 2010 dans la Coupe FIS.
Représentant le Dukla Liberec, il fait ses débuts dans la Coupe du monde en décembre 2011 à Lillehammer. Il prend part aux Championnats du monde junior de 2012 à 2015.
Durant l'été 2016, il se révèle au niveau international avec une troisième place au Grand Prix de Tchaïkovski, juste derrière son compatriote Tomáš Vančura. Il regoûte à l'élite lors de la saison 2016-2017, où il marque son premier point à Ruka (30e), puis signe deux top dix en Coupe du monde, dont une huitième place à Engelberg.
Il prend part aux Jeux olympiques d'hiver de 2018, où ne passe les qualifications au petit tremplin (53e) et est dixième par équipes.

## Palmarès

### Jeux olympiques
| Épreuve / Édition | Épreuve / Édition | Pyeongchang 2018 |
| Petit tremplin    | Petit tremplin    | 53e              |
| Par équipes       | Par équipes       | 10e              |

### Coupe du monde
- Meilleur classement général : 36e en 2017.
- Meilleur résultat individuel : 8e.

#### Différents classements en Coupe du monde
| Année     | Classement général final |
| 2016-2017 | 36e                      |
| 2017-2018 | 68e                      |

### Grand Prix
- 1 podium.